# Больше чем жизнь (альбом)
«Больше чем жизнь» — девятый студийный альбом российской поп-группы REFLEX с участием её солистки Ирины Нельсон. Релиз пластинки, выпущенной лейблом Zion Music, состоялся 31 января 2025 года на стриминговых сервисах. На диске представлено 15 композиций. Альбом получил в целом положительные отзывы критиков.

## Работа над альбомом
23 октября продюсер группы REFLEX Вячеслав Тюрин (VIVITI) объявил в своём Telegram-канале о выходе нового альбома коллектива. Он представил трек-лист будущей пластинки из 14 песен и предложил своим подписчикам самим выбрать для неё название. С момента выхода предыдущего полноформатного альбома группы «Взрослые девочки» прошло 9 лет. Однако, как объяснил Тюрин, творчество группы за все эти годы продолжалось непрерывно. В частности, выпустили более 26 синглов, стартовал юбилейный концертный тур группы REFLEX.
Новый альбом готовился в течение двух месяцев. Практически все композиции написал сам Вячеслав Тюрин. По его словам, у всех новых песен очень сложная судьба. Он объяснил, что они прошли через непростые испытания и были написаны в сложный период его отношений с Ириной Нельсон. Несмотря на то что написание песен заняло несколько лет, для релиза их собрали и сыграли заново с учётом тенденций современной музыкальной моды.
Колоссально устал, эти песни родились с очень сложной судьбой и в очень сложный для нас с Ириной Нельсон период жизни. В новом альбоме будут выпущены именно эти композицииВячеслав Тюрин об альбоме.
Поклонники группы выбрали для альбома название «Больше чем жизнь». У создателей релиза был вариант «Девять жизней». Изначально альбом планировали выпустить в конце ноября — начале декабря 2024 года. В итоге дату релиза перенесли на 31 января 2025 года.
17 января 2025 года вышел первый сингл из будущего альбома — «На одной орбите». За первые 10 дней он набрал более 500 тысяч прослушиваний на порталах дистрибуции. Эта песня погрузила слушателей в атмосферу романтики, энергии и глубоких эмоций. Через неделю, 24 января, REFLEX представил второй сингл из новой работы — «Любовь-Ракета». Данный трек — полная противоположность предыдущему: взрыв эмоций, микс чувственности и страсти. Аранжировка композиции имеет современное звучание и одновременно содержит фирменный стиль REFLEX’а. В ночь на 31 января альбом «Больше чем жизнь» представили публике. Трек-лист состоит из 14 оригинальных композиций и одного бонус-трека «Скажи когда (Bossa)». В работу вошла песня «Встречи со мной», завоевавшая «Золотой граммофон» в декабре 2024 года. Также в альбом включили синглы «Там, где живёт любовь» и «Я любила тебя», вышедшие 15 июля 2022 года и 26 июля 2024 года соответственно.

## Реакция критиков
Алексей Мажаев из информагентства InterMedia поставил альбому 8 из 10 баллов. Он отметил, что REFLEX выпустил именно полноценный альбом с новыми треками, а не сборник из синглов за отчётный период. С первого прослушивания он выделил несколько свежих хитов: лирические — «На одной орбите», «Обиды прощают легко» и «Скажи когда», танцевальные — «Любовь-Ракета» и «Ночной патруль».

## Список композиций
| №                   | Название                                   | Текст песни                         | Музыка                              | Длительность |
| ------------------- | ------------------------------------------ | ----------------------------------- | ----------------------------------- | ------------ |
| 1.                  | «Тюльпаны»                                 | Вячеслав Тюрин                      | Вячеслав Тюрин                      | 4:09         |
| 2.                  | «На одной орбите»                          | Вячеслав Тюрин                      | Вячеслав Тюрин                      | 2:46         |
| 3.                  | «Любовь-Ракета»                            | Вячеслав Тюрин                      | Вячеслав Тюрин                      | 3:05         |
| 4.                  | «Больше чем жизнь»                         | Леона Войналович                    | Вячеслав Тюрин                      | 3:59         |
| 5.                  | «Где же ты был»                            | Вячеслав Тюрин                      | Вячеслав Тюрин                      | 3:37         |
| 6.                  | «В небе»                                   | Вячеслав Тюрин                      | Вячеслав Тюрин                      | 3:10         |
| 7.                  | «Ночной патруль»                           | Вячеслав Тюрин                      | Вячеслав Тюрин                      | 3:03         |
| 8.                  | «Сон»                                      | Вячеслав Тюрин                      | Вячеслав Тюрин                      | 3:48         |
| 9.                  | «Обиды прощают легко»                      | Вячеслав Тюрин                      | Вячеслав Тюрин                      | 3:20         |
| 10.                 | «Там, где живёт любовь»                    | Вячеслав Тюрин                      | Вячеслав Тюрин                      | 3:10         |
| 11.                 | «Скажи когда»                              | Вячеслав Тюрин                      | Вячеслав Тюрин                      | 3:03         |
| 12.                 | «Встречи со мной» (Золотой граммофон 2024) | Вячеслав Тюрин, Александр Неустроев | Вячеслав Тюрин, Александр Неустроев | 2:56         |
| 13.                 | «Я любила тебя»                            | Алина Тюрина                        | Вячеслав Тюрин                      | 3:25         |
| 14.                 | «Ну и пусть»                               | Вячеслав Тюрин                      | Вячеслав Тюрин                      | 3:03         |
| 15.                 | «Скажи когда (Bossa)» (бонус-трек)         | Вячеслав Тюрин                      | Вячеслав Тюрин                      | 3:02         |
| Общая длительность: | Общая длительность:                        | Общая длительность:                 | Общая длительность:                 | 49:00        |

## Участники записи
- Ирина Нельсон — вокал, бэк-вокал
- Вячеслав Тюрин — бэк-вокал (трек 4), аранжировка (треки 1, 4, 5, 7, 10, 13—15), продакшн, микс, обложка
- Антон Морев — гитара (треки 1, 4, 14, 15), аранжировка (треки 1, 14)
- Антон Баюн — гитара (треки 2, 8, 9, 12)
- Баюн & Богдан — аранжировка (треки 2, 3, 6, 8, 9, 11, 12)
- Пётр Картавый — микс
- Николай Ракушин — обложка